# Protoptila ixtala
Protoptila ixtala är en nattsländeart som beskrevs av Martin E. Mosely 1937. Protoptila ixtala ingår i släktet Protoptila och familjen stenhusnattsländor. Inga underarter finns listade i Catalogue of Life.